# Ferryland
Ferryland är en ort i Kanada.   Den ligger i provinsen Newfoundland och Labrador, i den östra delen av landet, 1 800 km öster om huvudstaden Ottawa. Ferryland ligger 1 meter över havet och antalet invånare är 465.
Terrängen runt Ferryland är huvudsakligen platt, men åt nordost är den kuperad. Havet är nära Ferryland österut. Trakten är glest befolkad. Närmaste större samhälle är Cape Broyle, 8,1 km nordväst om Ferryland. 